# 周友平
周友平（1973年6月—2014年8月29日），中国内地的男歌手。2010年10月28日，长沙市中级人民法院审理了他的一起案件。周友平是一个文弱的同性恋歌手，在不到40天里，他用上吊的方式，在长沙以性虐待的方式殺害了6名壮年男子，在庭上一脸无辜的为自己辩解，声称自己与他们玩一夜情，玩完后他就走了，并不知道他们是如何被赤裸着吊死的，並因此事而被判处死刑。

## 所犯部分案件
2009年10月初到11月下旬，长沙多家酒店和招待所连续发生六次上吊案件。
2009年10月11日，开福区一招待所内，一名男子上吊身亡;　
10月23日，一名男子在长沙一客房内上吊死亡;
11月4日，湖湘文化市场一旅社内，一名30多岁的男子上吊死亡;
11月15日，在湘春路一招待所，一名男子上吊身亡。

## 案件审判
2011年3月29日，长沙市中级人民法院一审宣判，以故意杀人罪判处周友平死刑，剥夺政治权利终身。2014年8月29日，周友平在长沙被执行死刑。